# Apotek (dokumentarfilm)
Apotek er en dansk dokumentarfilm fra 1944 instrueret af Ingolf Boisen efter eget manuskript.

## Handling
En skildring af dansk apotekervæsen i dag og træk fra dets historiske udvikling i de sidste 300 år.